# جمهورية أولاد (فرقة)
جمهورية أولاد (هانغل: 소년공화국 ؛إنجليزية:Boys Republic) هي فرقة بوب من كوريا الجنوبية تأسست سنة 2013 من خمسة أعضاء: ونجون، سنوو، سونغجون، مينسو، وسنوون. هم من مجموعة يونيفرسال الموسيقية أول فرقة كي بوب إدول  (أيضا تدار بواسطة Happy Tribe Entertainment). جمهورية أولاد كان ظهورهم الأول في 5 يونيو، 2013 مع أغنيتهم المنفردة، "Party Rock." الاسم الرسمي لنادي المشجعين هو عائلة ملكية أو Royal Family.

## أعضاء الفريق
| الاسم   | مقدمة |
| ------- | --- |
| ونجون   | - الاسم الشخصي : 조원준 (Cho One-Joon) - تاريخ الميلاد : 22 نوفمبر 1988 - مكان الإزدياد : تشانغوون • مقاطعة غيونغسانغ الجنوبية • كوريا الجنوبية - الموقع : مغني رئيسي، قائد الفريق - فترة البداية : 5 يونيو ~ 2013 ~ |
| سنوو    | - الاسم الشخصي : 최선우 (Choi Sun-Woo) - تاريخ الميلاد : 12 مارس 1992 - مكان الإزدياد : سول • كوريا الجنوبية - الموقع : مغني - فترة البداية : 5 يونيو ~ 2013 ~                                                       |
| سونگجون | - الاسم الشخصي : 박성준 (Park Sung-Joon) - تاريخ الميلاد : 17 ديسمبر 1992 - مكان الإزدياد : 안산시 • مقاطعة غيونغي • كوريا الجنوبية - الموقع : مغني راب، راقص رئيسي - فترة البداية : 5 يونيو ~ 2013 ~                |
| مينسو   | - الاسم الشخصي : 김민수 (Kim Min-Soo) - تاريخ الميلاد : 15 أبريل 1993 - مكان الإزدياد : غوانغجو • كوريا الجنوبية - الموقع : راقص، مغني - فترة البداية : 5 يونيو ~ 2013 ~                                             |
| سنوون   | - الاسم الشخصي : 이수웅 (Lee Soo-Woong) - تاريخ الميلاد : 20 يناير 1995 - مكان الإزدياد : - الموقع : مغني - فترة البداية : 5 يونيو ~ 2013 ~                                                                          |

## ديسكوغرفيا

### أغاني منفردة
| "전화해 집에 (Party Rock)"                                                   | 2013 | - | IDENTITY  |
| "넌 내게 특별해 (You're Special To Me)"                                      | 2013 | - | IDENTITY  |
| "Video Game"                                                                 | 2014 | - | Real Talk |
| "예쁘게 입고 나와 (Dress Up)"                                                | 2014 | - | Real Talk |
| "진짜가 나타났다 (The Real One)"                                             | 2014 | - | Real Talk |
| "Hello"                                                                      | 2015 | - | -         |
| "—" denotes releases that did not chart or were not released in that region. |      |   |           |

### ألبوم صغير
| سنة  | معلومات ألبومات | Peak chart positions | قائمة المسار |
| سنة  | معلومات ألبومات | KOR                  | قائمة المسار |
| ---- | --- | -------------------- | --- |
| 2013 | "IDENTITY" - إصدار : October 8, 2013 - لغة : كورية - علامة تصنيف : يونيفرسال للموسيقى, Happy Tribe Entertainment - المبيعات : 3,719+  | 9                    | 1. I’m Ready (Intro) 2. 넌 내게 특별해 (You're Special To Me) 3. 뭐하러 (What For) 4. L.I.U 5. 전화해 집에 (Party Rock) 6. Special Girl 7. Orange Sky (Jeju Air Brand Song) |
| 2014 | "Real Talk" - إصدار : 12 نونبر , 2014 - لغة : كورية - علامة تصنيف : يونيفرسال للموسيقى, Happy Tribe Entertainment - المبيعات : 2,011+ | 10                   | 1. 진짜가 나타났다 (The Real One) 2. 인형 (Like A Doll) 3. Pump 4. 가운데 (Round) 5. 몽유 (Somnambulance) 6. 예쁘게 입고 나와 (Dress Up) 7. Video Game                      |

### ألبوم الأغاني المنفردة
| سنة  | معلومات ألبومات | Peak chart positions | قائمة المسار                                                        |
| سنة  | معلومات ألبومات | KOR                  | قائمة المسار                                                        |
| ---- | --- | -------------------- | ------------------------------------------------------------------- |
| 2013 | "예쁘게 입고 나와 (Dress Up)" - إصدار: 25 يوليو , 2014 - لغة: كورية - علامة تصنيف: يونيفرسال للموسيقى, Happy Tribe Entertainment - المبيعات: 1,415+ | 11                   | 1. Dress Up                                                         |
| 2015 | "Hello" - إصدار: June 5, 2015 - لغة: كورية - علامة تصنيف: يونيفرسال للموسيقى, Happy Tribe Entertainment - المبيعات: 1,544+                          | 10                   | 1. Hello 2. Hello (Acoustic Version) 3. Hello (Original Instrument) |

## فيلموغرفيا

### العروض الواقعية[1]
| تاريخ الإذاعة                        | قناة    | لقب                        | # الحلقات | أعضاء الفريق | دور             |
| ------------------------------------ | ------- | -------------------------- | --------- | ------------ | --------------- |
| 4 يونيو 2013 حتى 23 يوليو 2013       | SBS MTV | Rookie King: Boys Republic | 8         | الجميع       | رئيسي           |
| 29 نونبر 2013 حتى إلى 20 ديسمبر 2013 | SBS MTV | Eye Camp Expedition        | 4         | الجميع       | رئيسي (مع VIXX) |

## جوائز
| سنة  | جائزة                                  | فئة               |
| ---- | -------------------------------------- | ----------------- |
| 2014 | Asian Model Festival Award             | New Star Award    |
| 2014 | Annual Korean Entertainment Arts Award | Newcomer Award    |
| 2014 | Korean Cultural Entertainment Award    | Teen Artist Award |

## وصلات خارجية
- جمهورية أولاد على موقع ميوزك برينز (الإنجليزية)
- نادي الرسمي للمشجعين(بالكورية)
- القناة الرسمية على اليوتيوب